# Diocesi di Aulon
La diocesi di Aulon (in latino: Dioecesis Aulonensis) è una sede soppressa e sede titolare della Chiesa cattolica.

## Storia
Aulon, identificabile con Avlonari sull'isola di Eubea nell'ex-comune di Avlon, è un'antica sede vescovile della Grecia, suffraganea dell'arcidiocesi di Atene. Così appare nelle Notitiae Episcopatuum del patriarcato di Costantinopoli, a partire da quella redatta dall'imperatore bizantino Leone VI (886-912). Non si conoscono vescovi greci di questa diocesi nel primo millennio.
In seguito alla quarta crociata, l'isola di Eubea fu occupata dagli eserciti occidentali e Aulon divenne una diocesi di rito latino. In questa occasione, fu nominato un vescovo greco, Teodoro, che fu però destituito dall'arcivescovo latino di Atene, perché si rifiutò di farsi consacrare secondo il rito latino; papa Innocenzo III lo restituì alla sua sede, dopo aver ottenuto la sua sottomissione (dicembre 1208). Ma la presenza di Teodoro sulla sede di Aulon dovette durare poco; infatti in due lettere dello stesso papa di aprile e luglio 1210 si parla di un "vescovo eletto", probabilmente in sostituzione del greco Teodoro, al quale Innocenzo III indirizzò altre due lettere nel 1211. Attorno al 1234 i vescovi di Negroponte ottennero l'unificazione di tutte le sedi latine dell'Eubea; questo suscitò un contenzioso tra Aulon e Negroponte, che durò per diversi anni.
Dal 1933 Aulon è annoverata tra le sedi vescovili titolari della Chiesa cattolica; la sede è vacante dal 28 luglio 1998. La ricostruzione della cronotassi dei titolari di Aulon è resa problematica dalla presenza della sede omonima di Aulona (Valona) in Epiro.

## Cronotassi

### Vescovi latini
- Anonimo † (prima dell'8 aprile 1210 - dopo il 30 settembre 1211)

### Vescovi titolari
- Tomás Juan Carlos Solari † (23 agosto 1943 - 20 settembre 1948 nominato arcivescovo di La Plata)[4]
- Manuel Tato † (13 novembre 1948 - 11 luglio 1961 nominato vescovo di Santiago del Estero)
- Manuel Augusto Cárdenas † (7 aprile 1962 - 28 luglio 1998 deceduto)